# Desmidium pseudostreptonema
Desmidium pseudostreptonema là một loài Song tinh tảo trong họ Desmidiaceae, thuộc chi Desmidium.